# Тетраоксид трисвинцю
Тетраоксид трисвинцю, оксид свинцю(II,IV), також званий свинцевий сурик — неорганічна сполука із загальною формулою {\displaystyle {\ce {Pb3O4}}}. Приклад сполуки мішаної валентності — складається з оксидів зі ступенем окиснення +4 та +2, у співвідношенні два до одного (PbO·2PbO2).
Яскраво-червона або помаранчева тверда речовина, що використовується як пігмент, у виробництві батарей та нержавіючих ґрунтувальних фарб.

## Історія
Латинська назва сурику minium бере початок від річки Міню на північному заході Іберії, де його було вперше добуто.
Оксид свинцю(II,IV) використовувався як червоний пігмент у Стародавньому Римі, де його готували кальцинацією білого свинцю. У стародавні та середньовічні періоди він використовувався як пігмент у виробництві ілюмінованих рукописів, що дало назву мініатюрі, стилю зображення, пофарбованому в такий колір.
Свинцевий сурик, доданий до фарби з лляною олією, використовувався як міцна фарба для захисту зовнішніх металоконструкцій. У 1504 р. герса у замку Стерлінг у Шотландії була пофарбована червоним суриком, як і гармати, зокрема Монс Мег.
У вигляді дрібнодисперсного порошку його також розпорошували на діелектричні поверхні для вивчення фігур Ліхтенберга.
У традиційній китайській медицині червоний свинець використовується для лікування стригучих лишаїв та виразок, хоча ця практика обмежена через його токсичність. Азаркон, мексиканський народний засіб проти шлунково-кишкових розладів, містить до 95 % оксиду свинцю (II, IV).
Також використовувався до 18 століття як ліки.

## Поширення у природі
Природний сурик зустрічається рідко, утворюється лише в екстремальних умовах окислення свинцевих руд. Найвідоміші природні екземпляри походять з Брокен-Гілл в австралійському Новому Південному Уельсі, де вони утворилися внаслідок пожежі на шахті.

## Структура
Тетраоксид трисвинцю має тетрагональну кристалічну структуру за кімнатної температури, яка потім перетворюється в орторомбічну (символ Пірсона oP28, просторова група Pbam, No. 55) форму за температури 170 K (-103 °C). Цей фазовий перехід лише змінює симетрію кристала і незначно змінює міжатомні відстані та кути.
- Кристалічна структура тетрагонального Pb3O4

(Позначення:      Pb      O)

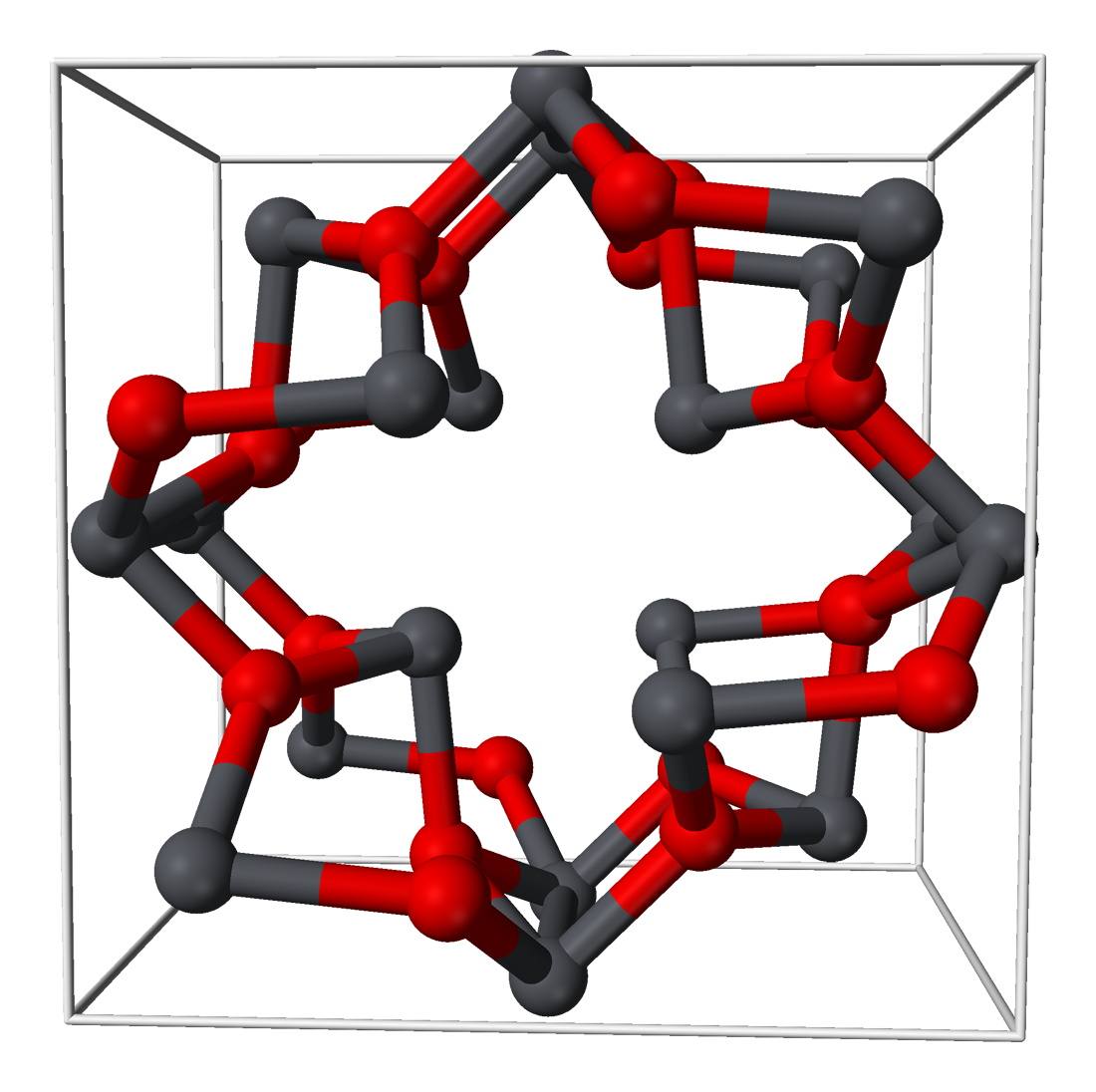
Кристалічна структура тетрагонального Pb_{3}O_{4} (Позначення: Pb O)
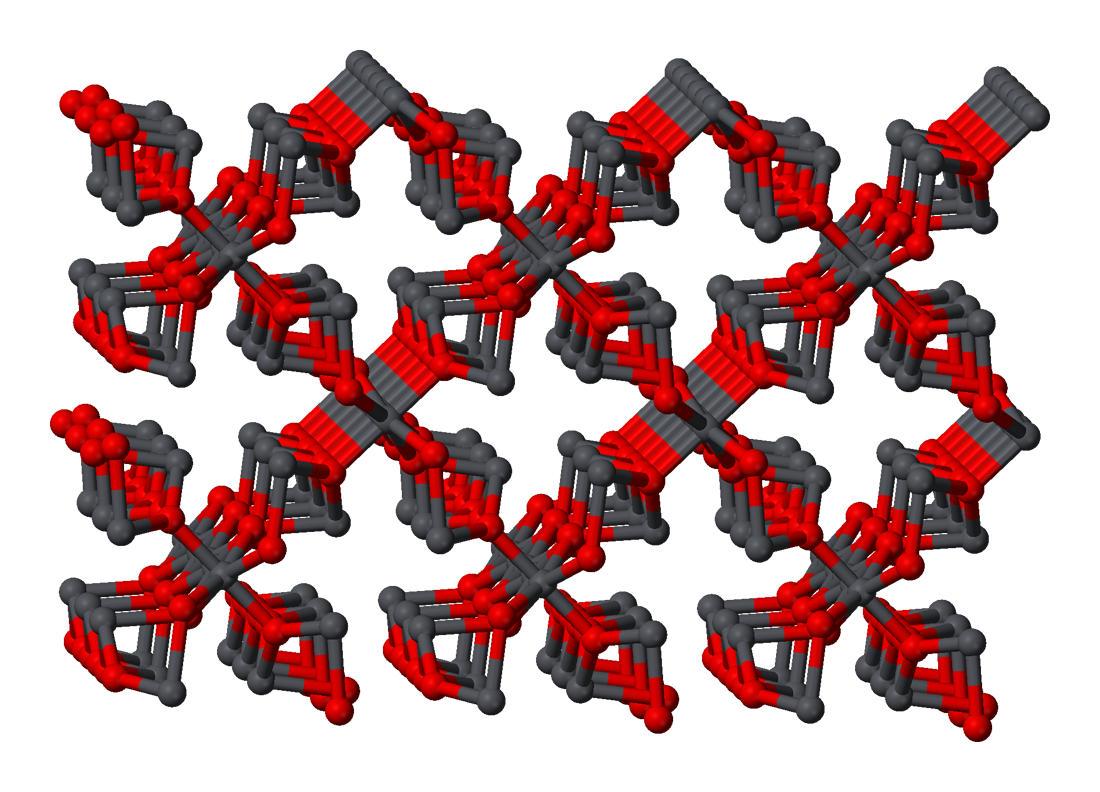
Частина тетрагональної кристалічної структури червоного сурику

## Отримання
Тетраоксид трисвинцю отримують кальцинацією оксиду свинцю(II) ({\displaystyle {\ce {PbO}}}; також називають глет) у повітрі при приблизно 450–480 °C:
{\displaystyle {\ce {6PbO + O2 -> 2Pb3O4}}}
Отриманий матеріал забруднений PbO. Якщо є бажаною чиста сполука, то PbO можна видалити розчином гідроксиду калію:
{\displaystyle {\ce {PbO + KOH + H2O -> K[Pb(OH)3]}}}
Інший спосіб приготування спирається на відпал карбонату свинцю(II) (церуситу) на повітрі:
{\displaystyle {\ce {6PbCO3 + O2 -> 2Pb3O4 + 6CO2}}}
Ще одним методом є окислювальний відпал білого свинцю:
{\displaystyle {\ce {3Pb2CO3(OH)2 + O2 -> 2Pb3O4 + 3CO2 + 3H2O}}}
У розчині оксид свинцю(II,IV) може бути отриманий шляхом реакції плюмбату калію з ацетатом свинцю(II) з отриманням жовтого нерозчинного моногідрату оксиду свинцю(II,IV) {\displaystyle {\ce {Pb3O4.H2O}}}, який можна перетворити на безводну форму шляхом легкого нагрівання:
{\displaystyle {\ce {K2PbO3 + 2Pb(OCOCH3)2 + H2O -> Pb3O4 + 2KOCOCH3 + 2 CH3COOH}}}

## Хімічні властивості
Свинцевий сурик майже не розчиняється у воді та етанолі. Однак він розчинний у соляній кислоті, яка присутня у шлунку, і тому токсичний у разі потрапляння всередину. Він також розчиняється в оцтовій кислоті та розведеній суміші азотної кислоти й перекису водню.
При нагріванні до 500 °C він розкладається на оксид свинцю(II) та кисень. На 580 °С, реакція завершена.
{\displaystyle {\ce {2Pb3O4 -> 6PbO + O2}}}
Азотна кислота розчиняє компонент оксиду свинцю(II), залишаючи нерозчинний оксид свинцю(IV):
{\displaystyle {\ce {Pb3O4 + 4HNO3 -> PbO2 + 2Pb(NO3)2 + 2H2O}}}
З оксидами заліза і елементарним залізом оксид свинцю(II,IV) утворює нерозчинні плюмбати заліза (II) і (III), які є основою антикорозійних властивостей фарб на основі свинцю, що застосовуються до об'єктів із заліза.

## Використання
Свинцевий сурик використовується як пігмент для ґрунтовки фарб для залізних предметів. Через токсичність його використання обмежене. Також він знаходить обмежене застосування в деяких аматорських піротехнічних засобах як заряд із затримкою і раніше використовувався у виробництві піротехнічних зірок.
Свинцевий сурик використовується як затверджувач у деяких сумішах поліхлоропренового каучуку. Застосовується замість оксиду магнію для забезпечення кращих водостійких властивостей.
Використовується для підробки порошку куркуми.

## Фізіологічні ефекти
При вдиханні оксид свинцю(II,IV) подразнює легені. У разі застосування високої дози потерпілий відчуває присмак металу, біль у грудях та у животі. Під час потрапляння всередину він розчиняється в шлунковій кислоті і всмоктується, що призводить до отруєння свинцем. Високі концентрації також можуть поглинатися крізь шкіру, тож важливо дотримуватися техніки безпеки під час роботи з фарбою на основі свинцю.
Тривалий контакт з оксидом свинцю(II,IV) може призвести до накопичення сполук свинцю в організмах з розвитком симптомів гострого отруєння свинцем. Хронічне отруєння проявляється як збудження, дратівливість, порушення зору, гіпертонія та сіруватий відтінок обличчя.
Показано, що оксид свинцю(II,IV) канцерогенний для лабораторних тварин. Канцерогенність для людини не доведена.